# Liên Minh Huyền Thoại: Giải vô địch thế giới mùa 2
Liên Minh Huyền Thoại: Giải vô địch thế giới mùa 2 (tiếng Anh: League of Legends: Season 2 World Championship) là Giải vô địch thế giới lần thứ hai của bộ môn thể thao điện tử Liên Minh Huyền Thoại, diễn ra vào ngày 4 tháng 10 năm 2012, tại Los Angeles, California. Đội tuyển Taipei Assassins của khu vực LMS đã xuất sắc giành chiến thắng trước Azubu Frost trong trận chung kết, qua đó trở tân vô địch của Giải vô địch thế giới Liên Minh Huyền Thoại.

## Thông tin

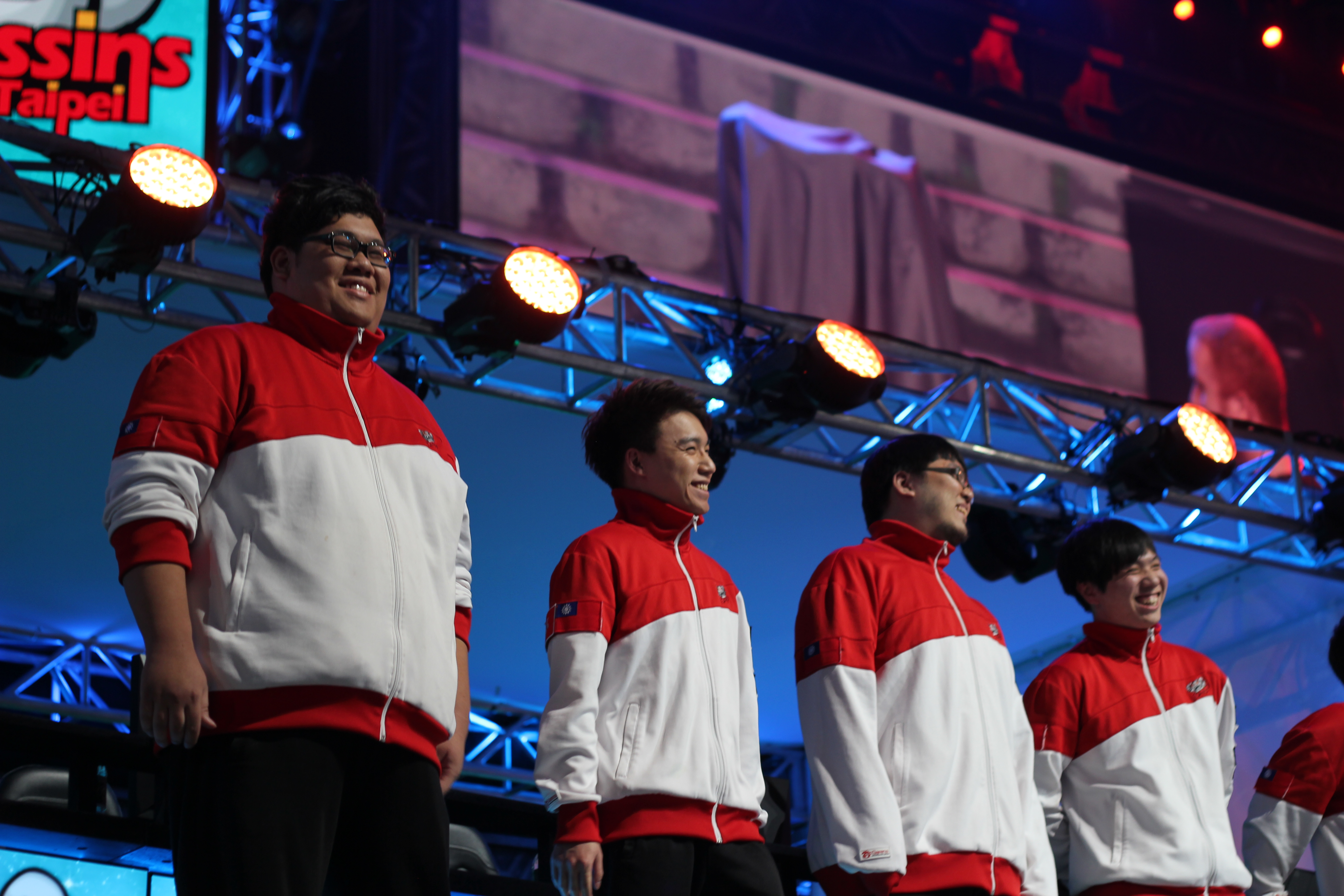
Đội tuyển Taipei Assassins - nhà vô địch thế giới 2012.

Sau mùa 1, Riot thông báo sẽ nâng giá trị giải thưởng mùa 2 lên 5.000.000  đô la Mỹ. Trong số 5 triệu đô la này, 2 triệu đô la đã được chuyển đến các đối tác của Riot bao gồm IGN Pro League và các hiệp hội esports lớn khác. 2 triệu đô la khác là giải thưởng cho vòng loại và chức vô địch của mùa 2. 1 triệu đô la cuối cùng thuộc về các nhà tổ chức khác, những người đã nộp đơn vào Riot để tổ chức các giải đấu Liên Minh Huyền Thoại độc lập.
Giải vô địch thế giới mùa 2 được tổ chức vào đầu tháng 10 năm 2012 tại Los Angeles, California để kết thúc mùa giải  đô la Mỹ 5 triệu đô la Mỹ. Twelve đủ điều kiện đội từ khắp nơi trên thế giới tham gia vào chức vô địch, mà tự hào giải thưởng lớn nhất trong lịch sử của giải đấu thể thao điện tử vào thời điểm đó tại  đô la Mỹ 2 triệu  đô la Mỹ  đô la Mỹ 1  đô la Mỹ triệu sẽ vô địch, cho đến khi The International 2013 đánh bại nó năm sau Các trận đấu vòng bảng, tứ kết và bán kết diễn ra từ ngày 4 đến 6 tháng 10. Trận chung kết diễn ra một tuần sau đó, vào ngày 13 tháng 10 tại Trung tâm Galen của Đại học Nam California trước 10.000 người hâm mộ và được phát sóng bằng 13 ngôn ngữ khác nhau. Trong trận chung kết, đội tuyển đến từ Đài Loan - Taipei Assassins đã chiến thắng đội tuyển Hàn Quốc - Azubu Frost với tỉ số 3 - 1, qua đó giành lấy chức vô địch của giải đấu.
Giải vô địch thế giới mùa 2 đã thu hút hơn 8 triệu người xem, với đỉnh điểm lên tới 1,1 triệu người xem cùng lúc trong trận chung kết, biến giải đấu này trở thành sự kiện esports được theo dõi nhiều nhất trong lịch sử vào thời điểm đó.

### Tranh cãi

#### Sự cố gian lận
Trong vòng tứ kết Giải vô địch thế giới mùa 2, Jang Gun Woong của đội Azubu Frost đã gian lận bằng cách quay đầu nhìn vào màn hình lớn được đặt phía sau anh ta. Màn hình trình bày tổng quan về trò chơi, chỉ được xem bởi khán giả, vì nó hiển thị các yếu tố được cho là bị ẩn khỏi màn hình của các tuyển thủ đang thi đấu. Điều này khiến cho Azubu Frost bị phạt 30.000  đô la Mỹ.

#### Vấn đề kỹ thuật
Trong trận đấu hay nhất vòng tứ kết cuối cùng vào ngày 6 tháng 10 giữa đội châu Âu Counter Logic Gaming EU và đội Trung Quốc World Elite, nhiều khó khăn kỹ thuật đã xảy ra. Khoảng hai mươi phút sau trò chơi thứ hai, kết nối mạng trong đấu trường bị sập, chấm dứt phát trực tiếp trên Twitch và ngắt kết nối tất cả mười người chơi khỏi trò chơi, buộc phải làm lại trò chơi. Sau đó, khoảng sáu mươi phút vào trò chơi thứ ba, mạng lại ngừng hoạt động. Một nỗ lực cuối cùng đã được thực hiện để kết thúc trò chơi thứ ba, nhưng do sự cố mạng và các vấn đề kỹ thuật nhiều hơn, bao gồm cả máy tính bị lỗi phải thay thế, trò chơi cuối cùng và trận bán kết sau đã được lên lịch lại để chơi vào ngày 10 tháng 10 Trung tâm Galen, vẫn đang trong quá trình xây dựng. Nguyên nhân của các vấn đề kết nối là không chắc chắn, nhưng bị nghi ngờ là do phần cứng bị lỗi.

## Trình độ chuyên môn
Những đội tham gia đủ điều kiện thông qua Vòng chung kết khu vực:
- Trung Quốc: 26 tháng 7 - Thượng Hải, Trung Quốc tại China Joy - 2 đội
- Châu Âu: 16 tháng 8 - Cologne, Đức tại Gamescom - 3 đội
- Bắc Mỹ: 30 tháng 8 - Seattle, Hoa Kỳ tại PAX Prime - 3 đội
- Đài Loan / Hồng Kông / Ma Cao: ngày 1 tháng 9 - Đài Bắc, Đài Loan tại đội G1 - 1
- Đông Nam Á: 9 tháng 9 - Đà Nẵng, Việt Nam tại Cung thể thao Tiên Sơn - 1 đội
- Hàn Quốc: 21 tháng 9 - Seoul, Hàn Quốc tại Sân vận động OGN eSports - 2 đội

## Vòng bảng

### Bảng A
| TH | Đội             | Kết quả |
| -- | --------------- | ------- |
| 1  | Azubu Frost     | 3–0     |
| 2  | Invictus Gaming | 2–1     |
| 3  | CLG Prime       | 1–2     |
| 4  | SK Gaming       | 0–3     |

### Bảng B
| TH | Đội           | Kết quả |
| -- | ------------- | ------- |
| 1  | NaJin Sword   | 3–0     |
| 2  | CLG Europe    | 2–1     |
| 3  | Saigon Jokers | 1–2     |
| 4  | Team Dignitas | 0–3     |

## Vòng loại
|  | Tứ kết           | Tứ kết           | Tứ kết           |                  |                  | Bán kết          | Bán kết | Bán kết |  |  | Chung kết | Chung kết | Chung kết |  |
|  |                  |                  |                  |                  |                  |                  |         |         |  |  |           |           |           |  |
|  | Moscow Five      | Moscow Five      | 2                |                  |                  |                  |         |         |  |  |           |           |           |  |
|  | Moscow Five      | Moscow Five      | 2                |                  |                  |                  |         |         |  |  |           |           |           |  |
|  | Invictus Gaming  | Invictus Gaming  | 0                |                  |                  |                  |         |         |  |  |           |           |           |  |
|  | Invictus Gaming  | Invictus Gaming  | 0                |                  | Moscow Five      | Moscow Five      | 1       |         |  |  |           |           |           |  |
|  |                  |                  |                  |                  | Moscow Five      | Moscow Five      | 1       |         |  |  |           |           |           |  |
|  |                  |                  | Taipei Assassins | Taipei Assassins | 2                |                  |         |         |  |  |           |           |           |  |
|  | Taipei Assassins | Taipei Assassins | Taipei Assassins | Taipei Assassins | 2                | 2                |         |         |  |  |           |           |           |  |
|  | Taipei Assassins | Taipei Assassins |                  |                  |                  |                  |         |         |  |  |           |           |           |  |
|  | NaJin Sword      | NaJin Sword      | 0                |                  |                  |                  |         |         |  |  |           |           |           |  |
|  | NaJin Sword      | NaJin Sword      | 0                |                  | Taipei Assassins | Taipei Assassins | 3       |         |  |  |           |           |           |  |
|  |                  |                  |                  |                  |                  |                  |         |         |  |  |           |           |           |  |
|  |                  |                  | Azubu Frost      | Azubu Frost      | 1                |                  |         |         |  |  |           |           |           |  |
|  | Team SoloMid     | Team SoloMid     | Azubu Frost      | Azubu Frost      | 1                | 0                |         |         |  |  |           |           |           |  |
|  | Team SoloMid     | Team SoloMid     |                  |                  |                  |                  |         |         |  |  |           |           |           |  |
|  | Azubu Frost      | Azubu Frost      | 2                |                  |                  |                  |         |         |  |  |           |           |           |  |
|  | Azubu Frost      | Azubu Frost      | 2                |                  | Azubu Frost      | Azubu Frost      | 2       |         |  |  |           |           |           |  |
|  |                  |                  |                  |                  | Azubu Frost      | Azubu Frost      | 2       |         |  |  |           |           |           |  |
|  |                  |                  | CLG Europe       | CLG Europe       | 1                |                  |         |         |  |  |           |           |           |  |
|  | Team WE          | Team WE          | CLG Europe       | CLG Europe       | 1                | 1                |         |         |  |  |           |           |           |  |
|  | Team WE          | Team WE          |                  |                  |                  |                  |         |         |  |  |           |           |           |  |
|  | CLG Europe       | CLG Europe       | 2                |                  |                  |                  |         |         |  |  |           |           |           |  |

## Thứ hạng chung cuộc

### Danh hiệu
|                            |
| F.MVP Taipei Assassins TBD |

|                                                                    |
| 20 12 · Vô địch · TW/HK/MO · Taipei Assassins Vô địch lần đầu tiên |
|                                                                    |

|                             |
| Á quân Hàn Quốc Azubu Frost |

### Bảng xếp hạng
| Thứ hạng | Đội              | Tiền thưởng |
| 1st      | Taipei Assassins | $1,000,000  |
| 2nd      | Azubu Frost      | $250,000    |
| 3rd      | Moscow Five      | $150,000    |
| 4th      | CLG Europe       | $150,000    |
| 5–8th    | Invictus Gaming  | $75,000     |
| 5–8th    | NaJin Sword      | $75,000     |
| 5–8th    | Team SoloMid     | $75,000     |
| 5–8th    | Team WE          | $75,000     |
| 9-10th   | CLG Prime        | $50,000     |
| 9-10th   | Saigon Jokers    | $50,000     |
| 11-12th  | SK Gaming        | $25,000     |
| 11-12th  | Team Dignitas    | $25,000     |

### Top 4
| Thứ hạng | Đội                         | Tuyển thủ                                     | Tuyển thủ                                                                           | Tiền thưởng |
| Thứ hạng | Đội                         | ID                                            | Tên                                                                                 | Tiền thưởng |
| -------- | --------------------------- | --------------------------------------------- | ----------------------------------------------------------------------------------- | ----------- |
| 1st      | Taipei Assassins            | Stanley Lilballz Toyz bebe MiSTakE            | Wang June Tsan Kuan-Po Alex Sung Kurtis Lau Wai-kin Cheng Bo-Wei Chen Hui Chung     | $1,000,000  |
| 2nd      | Azubu Frost                 | Shy CloudTemplar RapidStar Woong MadLife      | Park Sang-myeon Lee Hyun-woo Jung Min-sung Jang Gun-woong Hong Min-gi               | $250,000    |
| 3rd–4th  | Counter Logic Gaming Europe | Wickd Snoopeh Froggen yellowpete Krepo        | Mike Petersen Stephen Ellis Henrik Hansen Peter Wüppen Mitch Voorspoels             | $150,000    |
| 3rd–4th  | Moscow Five                 | Darien Diamondprox Alex Ich Genja GoSu Pepper | Evgeny Mazaev Danil Reshetnikov Alexey Ichetovkin Evgeny Andryushin Edward Abgaryan | $150,000    |